# Men Against the Arctic
Pour plus de détails, voir Fiche technique et Distribution.
Men Against the Arctic est un court métrage documentaire américain réalisé par Winston Hibler, sorti en 1955. 
Ce documentaire, produit par Walt Disney Productions, fait partie de la collection People and Places.

## Fiche technique
- Titre : Men Against the Arctic
- Réalisateur : Winston Hibler
- Image : William Fortin, Elmo G. Jones
- Montage : Grant K. Smith
- Effets d'animation : Art Riley, Joshua Meador
- Montage sonore : Evelyn Kennedy
- Musique : Oliver Wallace
- Narrateur : Winston Hibler
- Producteur : Walt Disney, Ben Sharpsteen, Erwin Verity (responsable de production)
- Production : Walt Disney Productions
- Durée : 30 min
- Date de sortie : 21 décembre 1955

## Récompenses et distinctions
- Le film a obtenu l'Oscar du meilleur court métrage documentaire en 1956[1] et a été sélectionné pour la Berlinale 1956[2].